# أنتونيو تيوفيونا
أنتونيو تيوفيونا (بالإنجليزية: Antonio Tuivuna)‏ (20 مارس 1995 فيجي - ) هو لاعب كرة قدم فيجي.

## روابط خارجية
- أنتونيو تيوفيونا على موقع الاتحاد الدولي (مؤرشف)  (الإنجليزية)
- أنتونيو تيوفيونا على موقع قاعدة بيانات كرة القدم.إي يو (الإنجليزية)
- أنتونيو تيوفيونا على موقع ناشيونال فوتبول تيمز (الإنجليزية)
- أنتونيو تيوفيونا على موقع Soccerway.com (الإنجليزية)
- أنتونيو تيوفيونا على موقع أوليمبيديا (الإنجليزية)